# Бургиньон-су-Монбавен
Бургиньон-су-Монбаве́н (фр. Bourguignon-sous-Montbavin) — коммуна во Франции, находится в регионе О-де-Франс. Департамент коммуны — Эна. Входит в состав кантона Лан-1. Округ коммуны — Лан.
Код INSEE коммуны — 02108.

## Население
Население коммуны на 2010 год составляло 133 человека.
| 1962 | 1968 | 1975 | 1982 | 1990 | 1999 | 2010 |
| ---- | ---- | ---- | ---- | ---- | ---- | ---- |
| 105  | 108  | 110  | 141  | 147  | 121  | 133  |

## Экономика
В 2010 году среди 74 человек трудоспособного возраста (15—64 лет) 52 были экономически активными, 22 — неактивными (показатель активности — 70,3 %, в 1999 году было 84,0 %). Из 52 активных жителей работали 46 человек (23 мужчины и 23 женщины), безработных было 6 (1 мужчина и 5 женщин). Среди 22 неактивных 5 человек были учениками или студентами, 12 — пенсионерами, 5 были неактивными по другим причинам.